# 龙切尼奥泰尔梅
龙切尼奥泰尔梅（義大利語：Roncegno Terme），是意大利特伦托自治省的一个市镇。总面积38平方公里，人口2821人，人口密度74.2人/平方公里（2009年）。ISTAT代码为022156。